# 日本の大規模古墳一覧

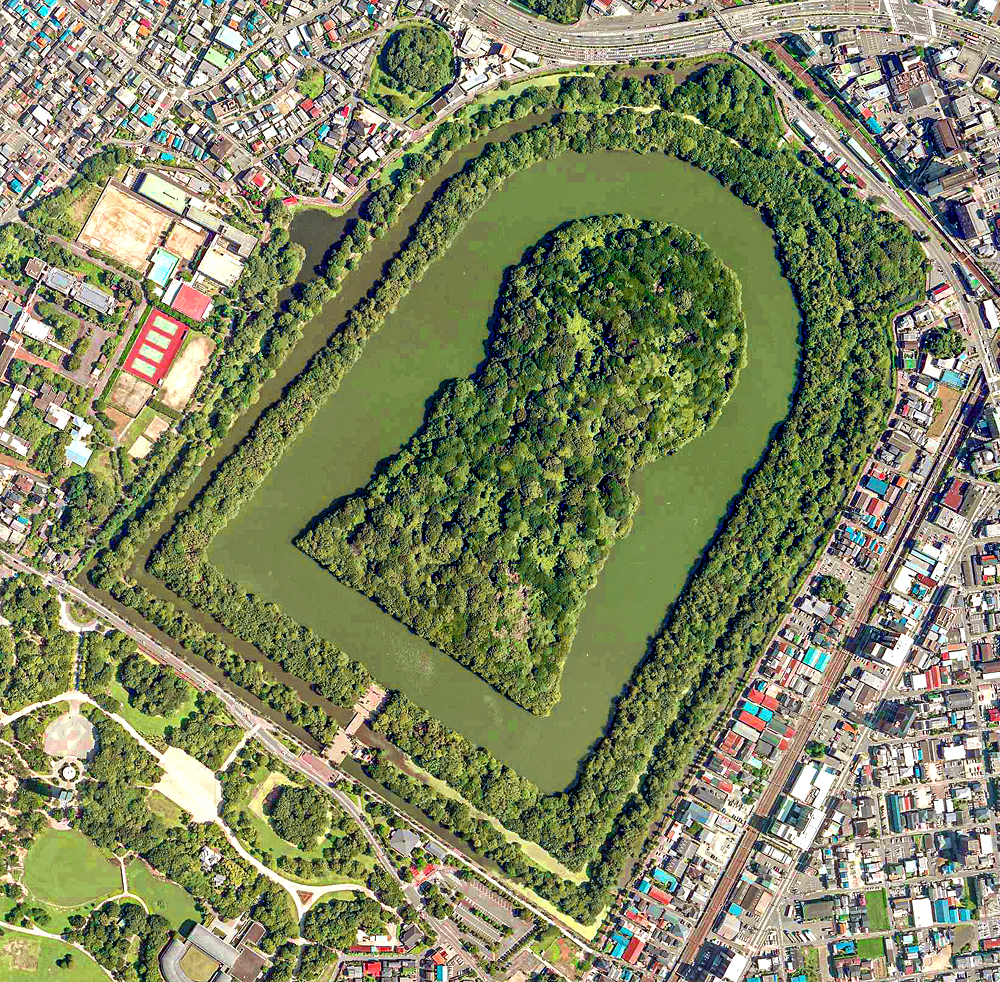
大仙陵古墳は、日本最大の古墳にして前方後円墳の代表例。宮内庁は百舌鳥耳原中陵と呼び、仁徳天皇の陵墓（別名：仁徳天皇陵）と治定している。
画像（2007年撮影）
。

日本の大規模古墳一覧（にほん の だいきぼこ ふん いちらん）では、古墳時代の日本列島で造営された大規模な古墳を一覧形式で記載する。墳丘長を基準としてランキングし、墳丘長200メートル以上のものだけを扱う。
なお、全長120メートル以上の古墳の都道府県別の分布などの表も合わせて記載する。

## 全長200メートル以上の大規模古墳一覧
以下に示す表は、白石太一郎の原表をもとに、和田萃（1992）、広瀬和雄（2003）などを参照して作成したものである。陵墓の治定は宮内庁によるもので、当該人物が実際にその古墳に被葬されているかどうかを示すものではない。また、備考に掲げた「古墳群」「古墳集団」の範疇は、その多くを和田（1992）に拠っている。
古墳時代の日本列島で造営された200メートル以上の巨大古墳は、下記のとおり全部で37基である。いずれも、王・大王級の首長の墳墓と考えられるが、大阪府羽曳野市の墓山古墳（第23位）は同市に所在する誉田御廟山古墳（第2位）の陪塚である。
| 順位 | 古墳名                                                   |  | 所在地                 | 旧国 |  | 時代  | 時期       | 期 |  | 墳丘長（m） |  | 高さ（m） |  | 治定陵墓名       | 備考                                           |
| ---- | -------------------------------------------------------- |  | ---------------------- | ---- |  | ----- | ---------- | -- |  | ----------- |  | --------- |  | ---------------- | ---------------------------------------------- |
| 1    | 大仙陵古墳 （大山古墳）                                  |  | 大阪府堺市             | 和泉 |  | 中期  | 5C前・中   | 6  |  | 525         |  | 39.8      |  | 仁徳天皇         | 百舌鳥古墳群                                   |
| 2    | 誉田御廟山古墳 （誉田山古墳）                            |  | 大阪府羽曳野市         | 河内 |  | 中期  | 5C初       | 6  |  | 425         |  | 36        |  | 応神天皇         | 古市古墳群                                     |
| 3    | 上石津ミサンザイ古墳 （石津ヶ丘古墳） （百舌鳥陵山古墳） |  | 大阪府堺市             | 和泉 |  | 中期  | 5C前       | 5  |  | 365         |  | 27.6      |  | 履中天皇         | 百舌鳥古墳群                                   |
| 4    | 造山古墳                                                 |  | 岡山県岡山市           | 備前 |  | 中期  | 5C前       |    |  | 360         |  | 29        |  |                  | 吉備政権                                       |
| 5    | 河内大塚山古墳                                           |  | 大阪府松原市・羽曳野市 | 河内 |  | 後期? | 6C後       | 9  |  | 335         |  | 20        |  |                  | 古市古墳群（異説あり）                         |
| 6    | 見瀬丸山古墳                                             |  | 奈良県橿原市           | 大和 |  | 後期  | 6C後       | 10 |  | 318         |  | 21        |  |                  | 欽明天皇・堅塩媛陵説が有力                     |
| 7    | 渋谷向山古墳                                             |  | 奈良県天理市           | 大和 |  | 前期  | 4C後       | 3  |  | 302         |  | 25        |  | 景行天皇         | 柳本古墳群（オオヤマト古墳集団）               |
| 8    | 土師ニサンザイ古墳                                       |  | 大阪府堺市             | 和泉 |  | 中期  | 5C後       | 7  |  | 288         |  | ?         |  |                  | 百舌鳥古墳群                                   |
| 9    | 仲津山古墳                                               |  | 大阪府藤井寺市         | 河内 |  | 中期  | 5C前       | 5  |  | 286         |  | 26.2      |  | 仲姫命           | 古市古墳群                                     |
| 9    | 作山古墳                                                 |  | 岡山県総社市           | 備前 |  | 中期  | 5C中       |    |  | 286         |  | 24        |  |                  | 吉備政権                                       |
| 11   | 箸墓古墳                                                 |  | 奈良県桜井市           | 大和 |  | 前期  | 3C中・後   | 1  |  | 276         |  | 30        |  | 倭迹迹日百襲媛命 | 卑弥呼説あり、纏向古墳群（オオヤマト古墳集団） |
| 11   | 五社神古墳                                               |  | 奈良県奈良市           | 大和 |  | 前期  | 4C後・5C初 | 3  |  | 276         |  | 27        |  | 神功皇后         | 佐紀盾列古墳群                                 |
| 13   | ウワナベ古墳                                             |  | 奈良県奈良市           | 大和 |  | 中期  | 5C中       | 6  |  | 265         |  | ?         |  |                  | 佐紀盾列古墳群                                 |
| 14   | 市庭古墳                                                 |  | 奈良県奈良市           | 大和 |  | 中期  | 5C後       | 5  |  | 250         |  | ?         |  | 平城天皇         | 佐紀盾列古墳群                                 |
| 15   | 行燈山古墳                                               |  | 奈良県天理市           | 大和 |  | 前期  | 4C前       | 3  |  | 242         |  | ?         |  | 崇神天皇         | 柳本古墳群                                     |
| 16   | 室宮山古墳                                               |  | 奈良県御所市           | 大和 |  | 中期  | 5C前?      | 5  |  | 240         |  | ?         |  | 葛城襲津彦       | 葛城古墳群                                     |
| 17   | 岡ミサンザイ古墳                                         |  | 大阪府藤井寺市         | 河内 |  | 後期  | 5C後       | 8  |  | 238         |  | ?         |  | 仲哀天皇         | 古市古墳群                                     |
| 18   | 西殿塚古墳                                               |  | 奈良県天理市           | 大和 |  | 前期  | 4C前       | 2  |  | 234         |  | ?         |  | 手白香皇女       | 萱生古墳群（オオヤマト古墳集団）               |
| 19   | メスリ山古墳                                             |  | 奈良県桜井市           | 大和 |  | 前期  | 4C前       | 3  |  | 230         |  | ?         |  |                  | 鳥見山古墳群（オオヤマト古墳集団）             |
| 20   | 市野山古墳                                               |  | 大阪府藤井寺市         | 河内 |  | 中期  | 5C後       | 7  |  | 227         |  | ?         |  | 允恭天皇         | 古市古墳群                                     |
| 20   | 太田茶臼山古墳                                           |  | 大阪府茨木市           | 摂津 |  | 中期  | 5C前       | 6  |  | 227         |  | ?         |  | 継体天皇         | 三島野古墳群、真の継体陵は今城塚古墳とされる   |
| 22   | 宝来山古墳                                               |  | 奈良県奈良市           | 大和 |  | 前期  | 5C初       | 4  |  | 226         |  | ?         |  | 垂仁天皇         | 佐紀盾列古墳群                                 |
| 23   | 墓山古墳                                                 |  | 大阪府羽曳野市         | 河内 |  | 中期  | 5C前       | 6  |  | 224         |  | ?         |  |                  | 古市古墳群、誉田御廟山古墳陪塚                 |
| 24   | 佐紀石塚山古墳                                           |  | 奈良県奈良市           | 大和 |  | 前期  | 4C後・5C前 | 4  |  | 220         |  | ?         |  | 成務天皇         | 佐紀盾列古墳群                                 |
| 25   | ヒシアゲ古墳                                             |  | 奈良県奈良市           | 大和 |  | 中期  | 5C前       | 7  |  | 218         |  | ?         |  | 磐之媛           | 佐紀盾列古墳群                                 |
| 26   | 太田天神山古墳                                           |  | 群馬県太田市           | 上野 |  | 中期  | ?          |    |  | 210         |  | 高さ（m） |  |                  | 毛野政権                                       |
| 27   | 佐紀陵山古墳                                             |  | 奈良県奈良市           | 大和 |  | 前期  | 4C後・5C初 | 4  |  | 208         |  | ?         |  | 日葉酢媛         | 佐紀盾列古墳群                                 |
| 27   | 桜井茶臼山古墳                                           |  | 奈良県桜井市           | 大和 |  | 前期  | 4C初       | 2  |  | 208         |  | ?         |  |                  | 鳥見山古墳群（オオヤマト古墳集団）             |
| 27   | 築山古墳                                                 |  | 奈良県大和高田市       | 大和 |  | 中期  | 4C末・5C前 | 4  |  | 208         |  | ?         |  |                  | 馬見古墳群                                     |
| 30   | コナベ古墳                                               |  | 奈良県奈良市           | 大和 |  | 中期  | 5C前       | 5  |  | 204         |  | ?         |  |                  | 佐紀盾列古墳群                                 |
| 30   | 巣山古墳                                                 |  | 奈良県北葛城郡広陵町   | 大和 |  | 中期  | 4C末・5C前 | 5  |  | 204         |  | ?         |  |                  | 馬見古墳群                                     |
| 32   | 津堂城山古墳                                             |  | 大阪府藤井寺市         | 河内 |  | 中期  | 4C後・末   | 4  |  | 202         |  | ?         |  |                  | 古市古墳群                                     |
| 33   | 新木山古墳                                               |  | 奈良県北葛城郡広陵町   | 大和 |  | 中期  | 5C前       | 6  |  | 200         |  | ?         |  |                  | 馬見古墳群                                     |
| 33   | 摩湯山古墳                                               |  | 大阪府岸和田市         | 和泉 |  | 前期  | 4C後       | 3  |  | 200         |  | ?         |  |                  | 久米田古墳群                                   |
| 33   | 西陵古墳                                                 |  | 大阪府泉南郡岬町       | 和泉 |  | 中期  | 5C中       | 5  |  | 200         |  | ?         |  |                  | 西陵古墳群                                     |
| 33   | 神明山古墳                                               |  | 京都府京丹後市         | 丹後 |  | 中期  | 5C         |    |  | 200         |  | ?         |  |                  | 丹後政権                                       |
| ※    | 島の山古墳                                               |  | 奈良県磯城郡           | 大和 |  | 前期  | 4C末       |    |  | 200～       |  | ?         |  |                  | 馬見古墳群                                     |

- 「時代」は白石太一郎の原表によった。前期・中期・後期の3区分は慣用的に使用されており、それぞれ前期（3世紀中ごろから4世紀後半）、中期（4世紀末から5世紀後半）、後期（5世紀末から6世紀末）に相当する。「時期」は和田萃（1992）[1]その他 URL なども参照して充当した暦年代である。「時代」と「時期」は研究者の編年観の相違により若干の食い違いがみられる。これ以外に、広瀬和雄の10期編年を掲げた。それが「期」である。10期編年と慣用的3区分の関係は、1-4期が前期、5-7期が中期、8-10期が後期に相当する。広瀬（2003）による言及のない古墳については空欄とした。広瀬の10期編年の暦年代を以下に記す。

1期（3世紀中ごろ-3世紀後半ごろ）、2期（3世紀末ごろ-4世紀初めごろ）、3期（4世紀前半ごろ-4世紀中ごろ）、4期（4世紀後半ごろ）、5期（4世紀末ごろ-5世紀初めごろにかけて）、6期（5世紀前半ごろ）、7期（5世紀中ごろ-5世紀後半ごろ）、8期（5世紀末ごろ-6世紀初めごろ）、9期（6世紀前半ごろ-6世紀中ごろ）、10期（6世紀後半ごろ-7世紀初めごろ）。
- ※島の山古墳は、1996年度の橿原考古学研究所の発掘調査では全長190メートルとされた[3]が、その後の精査により墳丘全長200メートル以上におよぶ規模であることが確認された[4]。

### 補説1
古墳時代における日本列島の首長墓・王墓は、前方後円墳、前方後方墳、円墳、方墳など同時代の同一地域において多様な墳形が並存しており、その点で同じ時代の朝鮮半島の首長墓・王墓とは著しい対照をなしている。
上に掲げた37基の古墳の形状は、すべて前方後円墳である。
広瀬和雄によれば、おおむね前方後円墳、前方後方墳、円墳、方墳の順に優位性をあらわす墳形秩序をもっていたとしており、このことより、上記の墳丘長200メートルを超える大規模な前方後円墳は「大王級の首長の墓」とみなされていたことがわかる。全長200メートル超の古墳の分布は、岡山県の2基、群馬県、京都府の各1基の計5基を除くとすべて大阪・奈良の2府県に集中しており、大阪府下では太田茶臼山古墳（第20位）が令制の摂津国に属するほかは、すべて河内国・和泉国に分布する。すなわち、大阪平野のなかでも大和川流域の南部に濃密な分布傾向を示している。
前方後円墳は、3世紀中葉の日本列島で生まれた古墳形式である。3世紀から7世紀初頭にいたるまで、約5,200基造営されたといわれるが、前方後円墳の特質として広瀬和雄は、全体における可視性、形状における画一性、墳丘規模における階層性の3点を掲げている。
なかでも、大仙古墳と誉田御廟山古墳は、中国の秦代における始皇帝陵（中華人民共和国陝西省西安市郊外）と並んで世界最大規模を有する陵墓である。朝鮮半島最大の古墳が、5世紀代後半の新羅の双円墳皇南大塚古墳（大韓民国慶州市）であり、その墳丘長が約120メートルであることからも、日本列島で造営された古墳がいかに大規模なものが多かったかがわかる。そのいっぽうで、広瀬の指摘した前方後円墳の規模の階層性を考慮すると、古墳時代の日本では、規模それ自体が重要な政治的意味を有していたと推定できる。

## 全長120メートル以上の古墳の都道府県別分布
全長120メートルを超える巨大古墳の都道府県別分布は以下の通りである。和田（1992）の原図 などを補正して作成した。
| 地方 | 都道府県 |  | 300m以上 | 200-300m | 150-200m | 120-150m |  | 合計      |
| ---- | -------- |  | -------- | -------- | -------- | -------- |  | --------- |
| 東北 | 宮城県   |  | 0        | 0        | 1        | 0        |  | 1         |
| 東北 | 福島県   |  | 0        | 0        | 0        | 1        |  | 1         |
| 関東 | 茨城県   |  | 0        | 0        | 2        | 1        |  | 3         |
| 関東 | 栃木県   |  | 0        | 0        | 0        | 1        |  | 1         |
| 関東 | 群馬県   |  | 0        | 1(+1)    | 4        | 8        |  | 13(+1)    |
| 関東 | 埼玉県   |  | 0        | 0        | 0        | 3        |  | 3         |
| 関東 | 千葉県   |  | 0        | 0        | 0        | 4        |  | 4         |
| 中部 | 山梨県   |  | 0        | 0        | 1        | 1        |  | 2         |
| 中部 | 愛知県   |  | 0        | 0        | 1        | 0        |  | 1         |
| 中部 | 岐阜県   |  | 0        | 0        | 0        | 1        |  | 1         |
| 中部 | 三重県   |  | 0        | 0        | 1        | 2        |  | 3         |
| 近畿 | 滋賀県   |  | 0        | 0        | 1        | 1        |  | 2         |
| 近畿 | 京都府   |  | 0        | 1        | 3        | 3        |  | 7         |
| 近畿 | 大阪府   |  | 4        | 8        | 8        | 8        |  | 28        |
| 近畿 | 奈良県   |  | 2        | 18       | 5        | 10       |  | 35        |
| 近畿 | 兵庫県   |  | 0        | 0        | 1        | 3        |  | 4         |
| 中国 | 岡山県   |  | 1        | 1        | 3        | 8        |  | 13        |
| 中国 | 山口県   |  | 0        | 0        | 0        | 1        |  | 1         |
| 四国 | 香川県   |  | 0        | 0        | 0        | 1        |  | 1         |
| 九州 | 福岡県   |  | 0        | 0        | 0        | 2        |  | 2         |
| 九州 | 熊本県   |  | 0        | 0        | 0        | 1        |  | 1         |
| 九州 | 宮崎県   |  | 0        | 0        | 2        | 3        |  | 5         |
| 九州 | 鹿児島県 |  | 0        | 0        | 0        | 2        |  | 2         |
|      | 合計     |  | 7基      | 29基(+1) | 33基     | 65基     |  | 132基(+1) |

表より、古墳時代の日本列島では墳丘長120メートル以上の古墳が132(+1)基もつくられ、そのうちの過半数が大阪府と奈良県、つまりヤマトの支配地域に分布していることがわかる。ヤマトに次いで大規模な古墳が数多く作られたのは吉備であり、全国で4番目に大きい造山古墳が吉備で最も巨大な古墳である。また規模の点において、ヤマトと吉備の支配地域の古墳が全国第45位までを占めており、ヤマト政権と吉備政権の盛強を物語る。そのいっぽうで大規模古墳は、同じ地方でも多数つくられた地域、ほとんどつくられなかった地域があり、偏在傾向が指摘できる。
墳形の面でみてゆくと、総計132基のうち、前方後円墳が128基、前方後方墳が4基である。このことより、前方後円墳は大王および地方の王の墓として卓越した地位をあたえられていたことがわかる。前方後方墳もまた同様であるが、年代的には前期に偏っており、両者の墳形の違いはヤマトを中心とする畿内王権との関係の相違などによることが示唆される。全長120メートル以上の前方後方墳4基はいずれも前期の大和（奈良県）の古墳である。前方後方墳は、日本列島全体からすれば、前期・中期に築造されたものが多く、長崎島県から宮城県までの各地域に分布するが、とくに島根県東部の意宇平野、北陸の加賀・能登地方、濃尾平野や関東地方のとくに那須地方などに多い。前期後半から中期以降（4世紀後半以降）は、前方後方墳の造営が激減し、以前にもまして前方後円墳が畿内の王あるいは各地の地域政権の王として定型化していったものと思われる。
なお、前方後円墳は韓国の栄山江流域を中心に全羅道地方から13基が見つかっており、年代的には5世紀後半から6世紀初めにかけてに多く位置づけられる。

### 補説2
『前方後円墳集成』によれば、100メートルを超える古墳は303基におよんでいる。墳形の内訳は前方後円墳が291基、前方後方墳が11基、円墳が1基である。築造時期では前期112基、中期93基、後期57基となっている。地域別では、大和73基（24.2%）、河内30基（9.9%）、和泉14基（4.6%）、山城12基（4.0%）、摂津11基（3.6%）、上野27基（8.9%）、下総15基（5.0%）、武蔵10基（3.3%）、吉備13基（4.3%）、日向12基（4.0%）などとなっている。畿内全域では140基であり、46.2%を占め、全体の半数近い割合となっている。また、上位10国・地域で204基で67.3%に及び、それ以外に2桁におよぶ地域はない。

## 墳丘要素の国際比較
| 要素       | 倭国                                                      | 新羅               | 伽耶          | 百済          | 高句麗                           |
| ---------- | --------------------------------------------------------- | ------------------ | ------------- | ------------- | -------------------------------- |
| 墳形       | 前方後円墳、前方後方墳、円墳、 方墳、造り出し付き円墳など | 円墳、一部に双円墳 | 円墳          | 円墳          | 方墳                             |
| 墳丘規模   | 最大525メートル                                           | 最大120メートル    | 10-30メートル | 10-30メートル | 最大63メートル                   |
| 周濠       | 一重、二重、外堤                                          | なし               | なし          | なし          | なし                             |
| 陪塚       | 衛星型など                                                | なし               | なし          | なし          | なし                             |
| 外部の装飾 | 円筒埴輪列、壺形埴輪列、段築、葺石                        | 基本的になし       | 基本的になし  | 基本的になし  | 基本的になし（積石塚の伝統あり） |

上表は、5世紀代を中心にした周辺諸国との国際比較である。ヤマト王権においては、墳丘の規模が重大な意味をもっていたことがうかがえるとともに、広瀬和雄が指摘する「見せる王権としての可視性」が随所に確認できる。なお、中国の魏晋南北朝時代の王墓では南北の地域差が顕著であり、黄河流域の北部では方丘墓が主流であるのに対し、長江流域の南部では円丘墓の伝統があってさかんに造営されていたことが知られている。